# Gerolsbach
Gerolsbach ist eine Gemeinde im oberbayerischen Landkreis Pfaffenhofen an der Ilm.

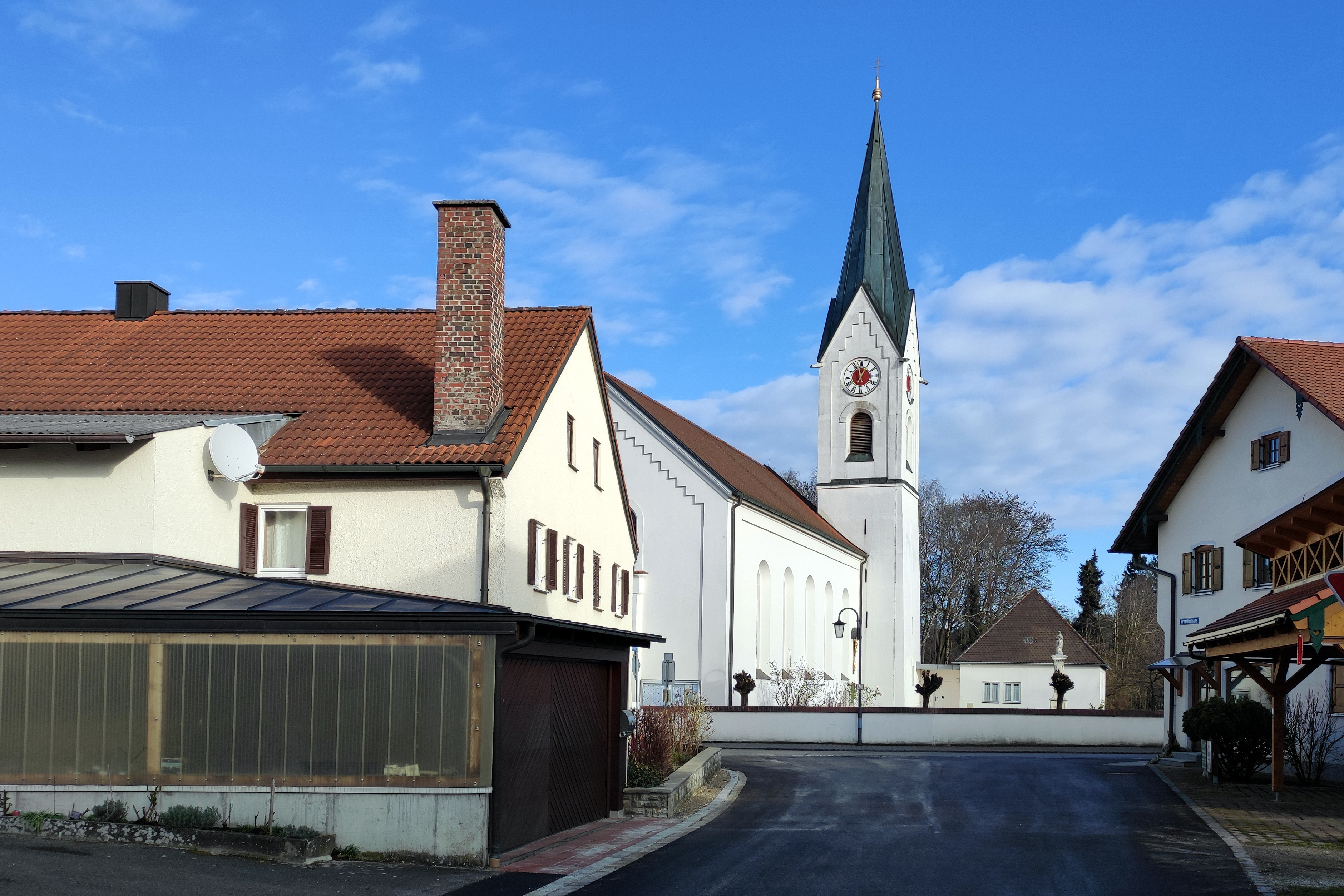
Ortsansicht mit Pfarrkirche Sankt Andreas

## Geographie

### Lage
Das Pfarrdorf Gerolsbach liegt ungefähr im geographischen Mittelpunkt des Städtedreiecks Ingolstadt, Augsburg und München am gleichnamigen Gerolsbach, der auch Kleine Ilm genannt wird, einem linken Nebenfluss der Ilm. Die nächsten Städte Pfaffenhofen an der Ilm und Schrobenhausen sind jeweils zwölf Kilometer entfernt.

### Gemeindegliederung
Es gibt 77 Gemeindeteile (in Klammern ist der Siedlungstyp angegeben):
- Aichmühle (Einöde)
- Alberzell (Kirchdorf)
- Ankertshausen (Einöde)
- Arnsried (Weiler)
- Bergern (Einöde)
- Bockhof (Einöde)
- Branst (Einöde)
- Breitsamet (Einöde)
- Brenntenholz (Einöde)
- Dallach (Weiler)
- Duckenried (Einöde)
- Durchschlacht (Einöde)
- Dürnthal (Einöde)
- Eggern (Einöde)
- Einsassen (Weiler)
- Eisenhut (Weiler)
- Eulenthal (Weiler)
- Felbern (Weiler)
- Finkenzell (Weiler)
- Forstern (Einöde)
- Forsthof (Einöde)
- Friedlhof (Einöde)
- Fürholzen (Weiler)
- Garbertshausen (Weiler)
- Gerenzhausen (Weiler)
- Gerolsbach (Pfarrdorf)
- Gmeind (Einöde)
- Graham (Einöde)
- Gröben (Weiler)
- Großpalmberg (Einöde)
- Grub (Einöde)
- Gütersberg (Weiler)
- Harreß (Einöde)
- Hasenhof (Einöde)
- Hickern (Weiler)
- Hilm (Einöde)
- Hof (Einöde)
- Hörzell (Einöde)
- Hudlhub (Einöde)
- Junkenhofen (Kirchdorf)
- Kleinhub (Einöde)
- Kleinpalmberg (Einöde)
- Klenau (Pfarrdorf)
- Kohlstatt (Weiler)
- Kreuth (Einöde)
- Labersberg (Weiler)
- Lahnbauer (Einöde)
- Leithen (Einöde)
- Lichthausen (Dorf)
- Mammertshausen (Einöde)
- Oberbuch (Einöde)
- Oberwengen (Einöde)
- Oberzell (Einöde)
- Pitzlhof (Einöde)
- Riedern (Einöde)
- Sachenbach (Einöde)
- Sappenberg (Einöde)
- Saulbach (Einöde)
- Schachach (Dorf)
- Schardling (Einöde)
- Schleichern (Weiler)
- Siebeneich (Einöde)
- Singenbach (Pfarrdorf)
- Singern (Weiler)
- Sommersberg (Einöde)
- Spielberg (Einöde)
- Stockhausen (Einöde)
- Strobenried (Kirchdorf)
- Thalern (Weiler)
- Tränk (Einöde)
- Unterwengen (Einöde)
- Voglhof (Einöde)
- Weichselbaum (Einöde)
- Weilerau (Einöde)
- Wolfertshausen (Weiler)
- Wüstersberg (Einöde)
- Zaderhof (Einöde)

Die Orte teilen sich auf fünf Gemarkungen auf:
- Gemarkung Gerolsbach: 39 Orte
- Gemarkung Alberzell: 7 Orte
- Gemarkung Klenau: 9 Orte
- Gemarkung Singenbach: 13 Orte
- Gemarkung Strobenried: 9 Orte

## Geschichte

### Name und Geschichte bis zur Gemeindegründung
Gerolsbach soll vom Namen des Priesters Kerolt abgeleitet sein, der von 783 bis 811 der Urpfarrei vorstand. Schriftlich wurde Gerolsbach erstmals im 10. Jahrhundert in Urkunden des Klosters Münchsmünster erwähnt. Die ortsadligen Herren von Gerolsbach sind seit dem ausgehenden 11. Jahrhundert nachweisbar und fungierten wohl als Ministerialen des Hochstifts Freising. Schon um 1000 wurde Gerolsbach als Freisinger Besitz genannt. Als Propstei des Domkapitels erlangte Gerolsbach den rechtlichen Status einer Hofmark, deren Rechte in der Säkularisation um 1803 abgelöst wurden.

### Sage
Ein Raubritter namens Gerold trieb sein recht unkeusches und brutales Unwesen auf der Burg Geroldseck. Er überfiel vorbeiziehende Handelsleute auf ihren Wegen zwischen Augsburg und Regensburg. Schließlich wurde er in Österreich geschnappt, hingerichtet und seine Burg geschleift. Ihre Trümmer wurden schon 1740 für den Ausbau der Gerolsbacher St.-Andreas-Kirche benutzt. Tatsächlich gibt es in Gerolsbach eine Ritter-Gerold-Straße.

### Kreiszugehörigkeit
Die 1818 mit dem zweiten bayerischen Gemeindeedikt begründete Gemeinde gehörte bis zum 30. Juni 1972 zum Landkreis Schrobenhausen und wurde dann im Zuge der Gebietsreform in Bayern dem Landkreis Pfaffenhofen an der Ilm zugeschlagen.

### Eingemeindungen
Im Zuge der Gebietsreform in Bayern wurden am 1. Januar 1978 die Gemeinden Alberzell, Klenau, Singenbach und Strobenried eingegliedert. 1979 wurde der Gemeindeteil Kaltenberg an die Gemeinde Jetzendorf abgegeben.

### Einwohnerentwicklung
Zwischen 1988 und 2018 wuchs die Gemeinde von 2468 auf 3573 Einwohner bzw. um 44,8 %.
| Jahr          | 1840 | 1871 | 1900 | 1925 | 1939 | 1950 | 1961 | 1970 | 1987 | 2011 | 2015 | 2020 |
| Einwohnerzahl | 2085 | 2195 | 2315 | 2542 | 2231 | 3126 | 2229 | 2221 | 2439 | 3281 | 3429 | 3685 |

## Politik

### Bürgermeister
Erster Bürgermeister ist Martin Seitz (CSU). Bei der Bürgermeisterwahl am 2. März 2008 löste Martin Seitz den langjährigen Amtsinhaber Ries ab, welcher nicht mehr kandidierte. Martin Seitz erreichte im ersten Wahlgang 58,3 % der Stimmen. Die Wahlbeteiligung lag bei 81,2 %. In der Bürgermeisterwahl 2014 wurde der Amtsinhaber Martin Seitz mit 76,42 % Stimmenanteil wiedergewählt, die Wahlbeteiligung lag bei 74,28 %. Martin Seitz wurde bei der Bürgermeisterwahl 2020 wiedergewählt.

### Gemeinderat
| Partei / Liste          | Wahl 2020 | Wahl 2020 |
| Partei / Liste          | %         | Sitze     |
| ----------------------- | --------- | --------- |
| CSU                     | 44,00     | 7         |
| Freie Wähler            | 29,00     | 5         |
| Grüne                   | 13,80     | 2         |
| UB (Unabhängige Bürger) | 13,10     | 2         |
| Gesamt                  | 100       | 16        |
| Wahlbeteiligung         | 73,40 %   | 73,40 %   |

### Wappen
| Wappen von Gerolsbach | Blasonierung: „In Rot ein silberner Wolfsrumpf, darunter schräg gekreuzt zwei goldene Halme mit Weizenähren.“ |
| Wappen von Gerolsbach | Wappenbegründung: Der Wolfsrumpf ist das Schildbild der ortsadligen Herren von Gerolsbach, die seit dem ausgehenden 11. Jahrhundert nachweisbar sind und wohl als Ministerialen des Hochstifts Freising fungierten. Schon um 1000 wird Gerolsbach als Freisinger Besitz genannt. Als Propstei des Domkapitels erlangte Gerolsbach den rechtlichen Status einer Hofmark. Die gekreuzten Ähren versinnbildlichen die landwirtschaftliche Struktur des Gemeindegebiets, in dem besonders der Weizenanbau gepflegt wird. Dieses Wappen wird seit 1966 geführt. |

## Baudenkmäler
- Katholische Pfarrkirche Sankt Andreas

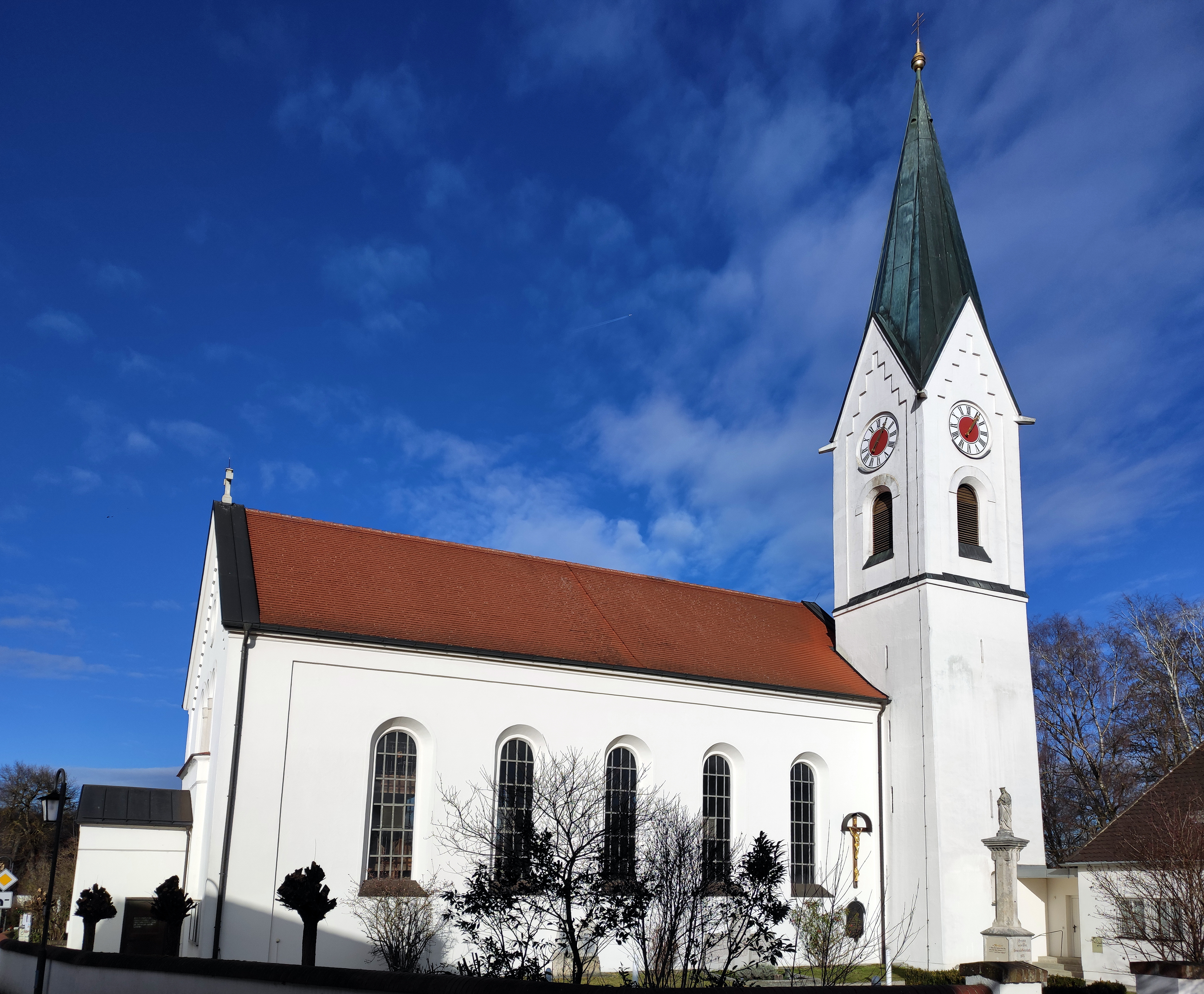
Kath. Pfarrkirche Sankt Andreas
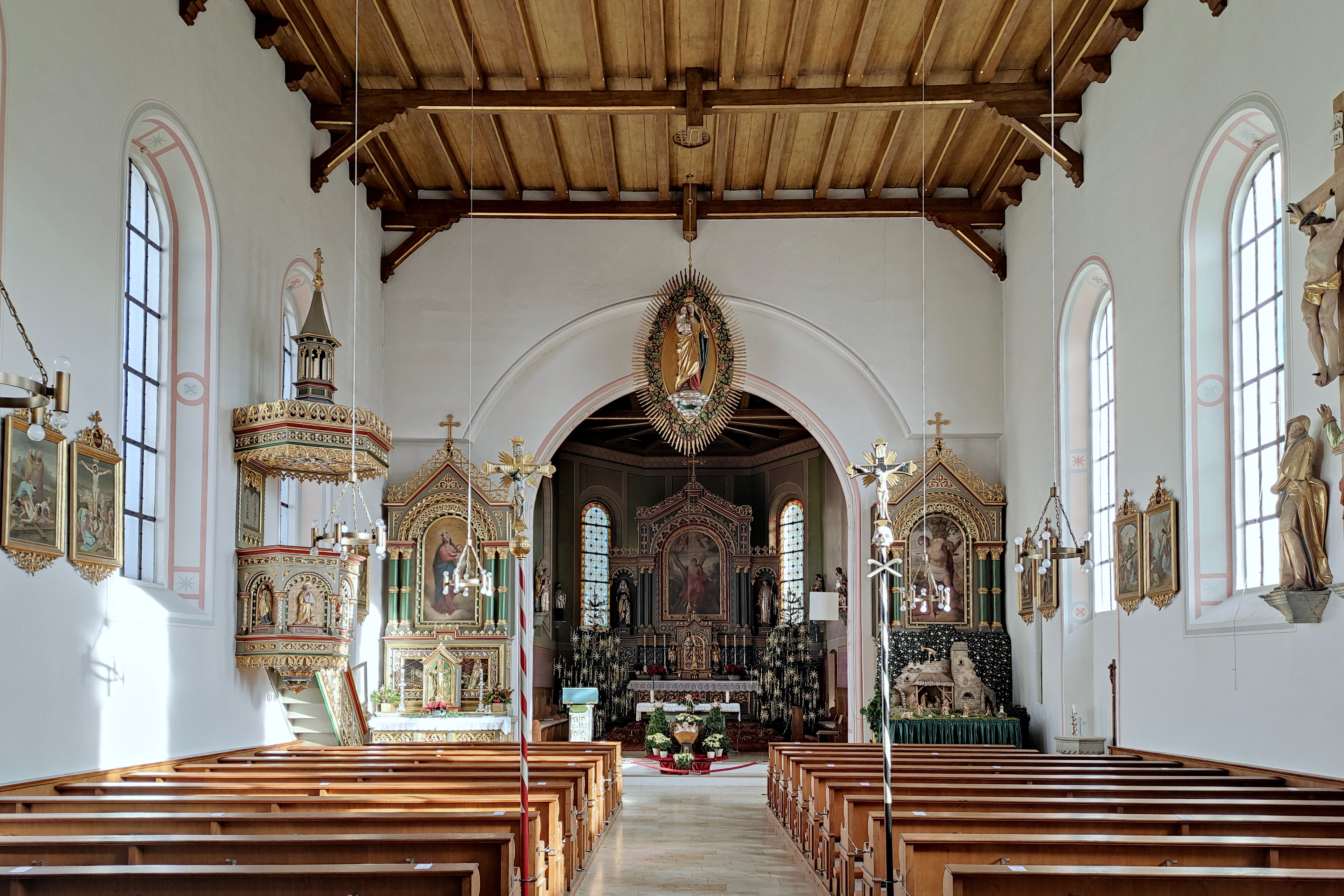
Kath. Pfarrkirche Sankt Andreas: Innenraum

## Bildungseinrichtungen
In Gerolsbach gibt es zwei Kindergärten, eine Kinderkrippe und eine Grundschule:
- Kindergarten Regenbogen
- Kindergarten Villa Kunterbunt
- Im Kindergarten Villa Kunterbunt ist eine Kinderkrippengruppe integriert
- Grundschule Gerolsbach

## Freizeit- und Sportanlagen
Im Gemeindegebiet sind Sport- und Tennisplätze, ein Golfplatz und ein Pferdesportzentrum vorhanden.

## Persönlichkeiten
- Der Botaniker, Mediziner und Naturwissenschaftler und spätere Rektor der Universität Lüttich Anton Friedrich Spring (1814–1872) wurde in Gerolsbach geboren.